# Paavo Susitaival

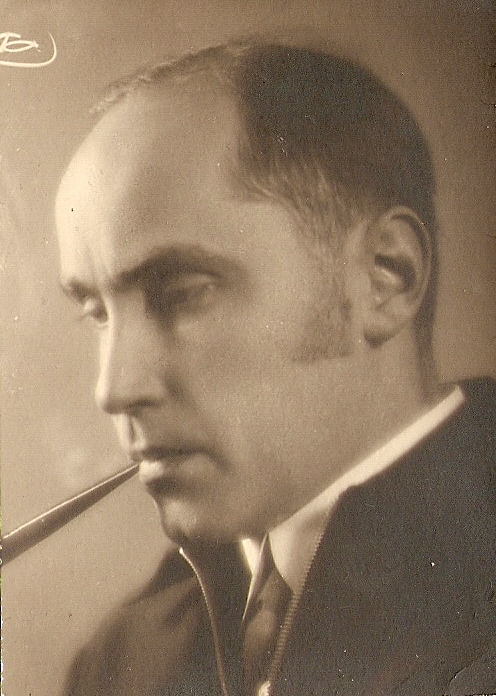
Paavo Susitaival.

Paavo Oskar Edvard Susitaival (till 1927 Sivén), född 9 februari 1896 i Helsingfors, död 27 december 1993 i Villmanstrand, var en finländsk militär och skriftställare. Han var son till Osvald Sivén. 
Susitaival engagerade sig tidigt i den aktivistiska rörelsen och verkade under första världskriget som jägarvärvare samt grundade 1917 Nya forstbyrån tillsammans med Elmo E. Kaila. Under finska inbördeskriget 1918 utmärkte han sig som kompanichef på den karelska fronten och utnämndes till kapten utan att ha någon formell militär utbildning. Han lämnade dock armén 1921 för att fortsätta den yngre brodern Bobi Sivéns upprorsverksamhet i Östkarelen, begav sig därefter till Tyskland för att skaffa sig privat militärutbildning och innehade efter återkomsten olika skyddskårsbefattningar. Han överstelöjtnant 1929, men dömdes 1932 till ett kortare fängelsestraff för sitt deltagande i Mäntsäläupproret och byggde efter frigivandet upp Lappoarvtagaren Fosterländska folkrörelsen efter nazistiskt mönster, vilket gjorde rörelsen till den dittills effektivaste partiorganisationen i Finland. 
Susitaival invaldes 1939 i Finlands riksdag på Fosterländska folkrörelsens listor, men gick vid krigsutbrottet ut i fält och fick befälet över en stridsgrupp (Ryhmä Susi, ett infanteriregemente plus några avdelta bataljoner) som bidrog till segern vid Suomussalmi. Tack vare denna framgång togs han åter in i arméns rullor och kunde under fortsättningskriget rycka in i Östkarelen som regementschef. Drömmarna om ett Storfinland föreföll att ha gått i uppfyllelse, men de grusades snart, och efter vapenstilleståndet 1944 fanns det ingen plats för honom i försvarsmakten. Han verkade därefter som skriftställare och utgav böcker om sina upplevelser under aktiviståren och som frontbefälhavare, bland annat Aktivistit toimivat (1968) och memoarverket Aktivisti ei hellitä (1981).